# Боси
 Тази статия е за българския филм.  За италианския политик вижте Умберто Боси.  
"Боси" е късометражен игрален филм (късометражна комедия) от 2004 година, по сценарий и режисура на Лиза Боева. Оператор е Диан Загорчинов. Музиката във филма е композирана от Мартин Георгиев.

## Актьорски състав
- Иво Момчев – Обущарят
- Деляна Хаджиянкова – Госпожата
- Емил Котев – Лудият
- Ицко Финци – Слепецът
- Димитър Марин – Пияницата